# U-250
| U-250                      | U-250                                                          | U-250                                                          |
| -------------------------- | -------------------------------------------------------------- | -------------------------------------------------------------- |
|                            |                                                                |                                                                |
|                            |                                                                |                                                                |
|                            |                                                                |                                                                |
| Під прапором               | Третій рейх                                                    | Третій рейх                                                    |
| Спуск на воду              | 11 листопада 1943 року                                         | 11 листопада 1943 року                                         |
| Виведений зі складу флоту  | 30 липня 1944 року                                             | 30 липня 1944 року                                             |
| Сучасний статус            | затоплений                                                     | затоплений                                                     |
| Проєкт                     |                                                                |                                                                |
| Тип ПЧ                     | Торпедний ДПЧ                                                  | Торпедний ДПЧ                                                  |
| Основні характеристики     |                                                                |                                                                |
| Швидкість (надводна)       | 17,7 вузла                                                     | 17,7 вузла                                                     |
| Швидкість (підводна)       | 7,6 вузла                                                      | 7,6 вузла                                                      |
| Робоча глибина занурення   | 100 м                                                          | 100 м                                                          |
| Гранична глибина занурення | 220 м                                                          | 220 м                                                          |
| Екіпаж                     | 44 особи                                                       | 44 особи                                                       |
| Розміри                    |                                                                |                                                                |
| Довжина найбільша (по КВЛ) | 67,1 м                                                         | 67,1 м                                                         |
| Ширина корпусу найб.       | 6,2 м                                                          | 6,2 м                                                          |
| Висота                     | 9,6 м                                                          | 9,6 м                                                          |
| Середня осадка (по КВЛ)    | 4,70 м                                                         | 4,70 м                                                         |
| Водотоннажність надводна   | 769 т                                                          | 769 т                                                          |
| Озброєння                  |                                                                |                                                                |
| Артилерія                  | одна палубна гармата калібру 88-мм, одна 20-мм зенітна гармата | одна палубна гармата калібру 88-мм, одна 20-мм зенітна гармата |
| Торпедно- мінне озброєння  | 4 носових і один кормовий ТА. 14 торпед або 26 мін             | 4 носових і один кормовий ТА. 14 торпед або 26 мін             |

U-250 — німецький підводний човен типу VIIC часів Другої світової війни.
Замовлення на будівництво човна було віддане 5 червня 1941 року. Човен був закладений на верфі суднобудівної компанії «F. Krupp Germaniawerft AG» у місті Кіль 9 січня 1943 року під заводським номером 684, спущений на воду 11 листопада 1943 року, 12 грудня 1943 року увійшов до складу 5-ї флотилії. Також за час служби входив до складу 8-ї флотилії. Єдиним командиром човна був капітан-лейтенант Вернер-Карл Шмідт.
Човен зробив 1 бойовий похід, у якому потопив 1 військовий корабель водотоннажністю 56 тонн.
Потоплений 30 липня 1944 у Фінській затоці (60°27′ пн. ш. 28°24′ сх. д. / 60.450° пн. ш. 28.400° сх. д.) глибинними бомбами радянського протичовнового катера MO-103. 46 членів екіпажу загинули, 6 врятовані.

## Потоплені та пошкоджені кораблі[3]
| Назва  | Тип                 | Належність | Дата          | Тоннаж (БРТ) | Вантаж | Статус     | Місце                                                       |
| MO-105 | протичовновий катер | СРСР       | 30 липня 1944 | 56           |        | потоплений | 60°25′ пн. ш. 28°30′ сх. д. / 60.417° пн. ш. 28.500° сх. д. |